# Lobocleta plemyraria
Lobocleta plemyraria är en fjärilsart som beskrevs av Achille Guenée 1858. Lobocleta plemyraria ingår i släktet Lobocleta och familjen mätare. Inga underarter finns listade i Catalogue of Life.